# Louis Marcoussis

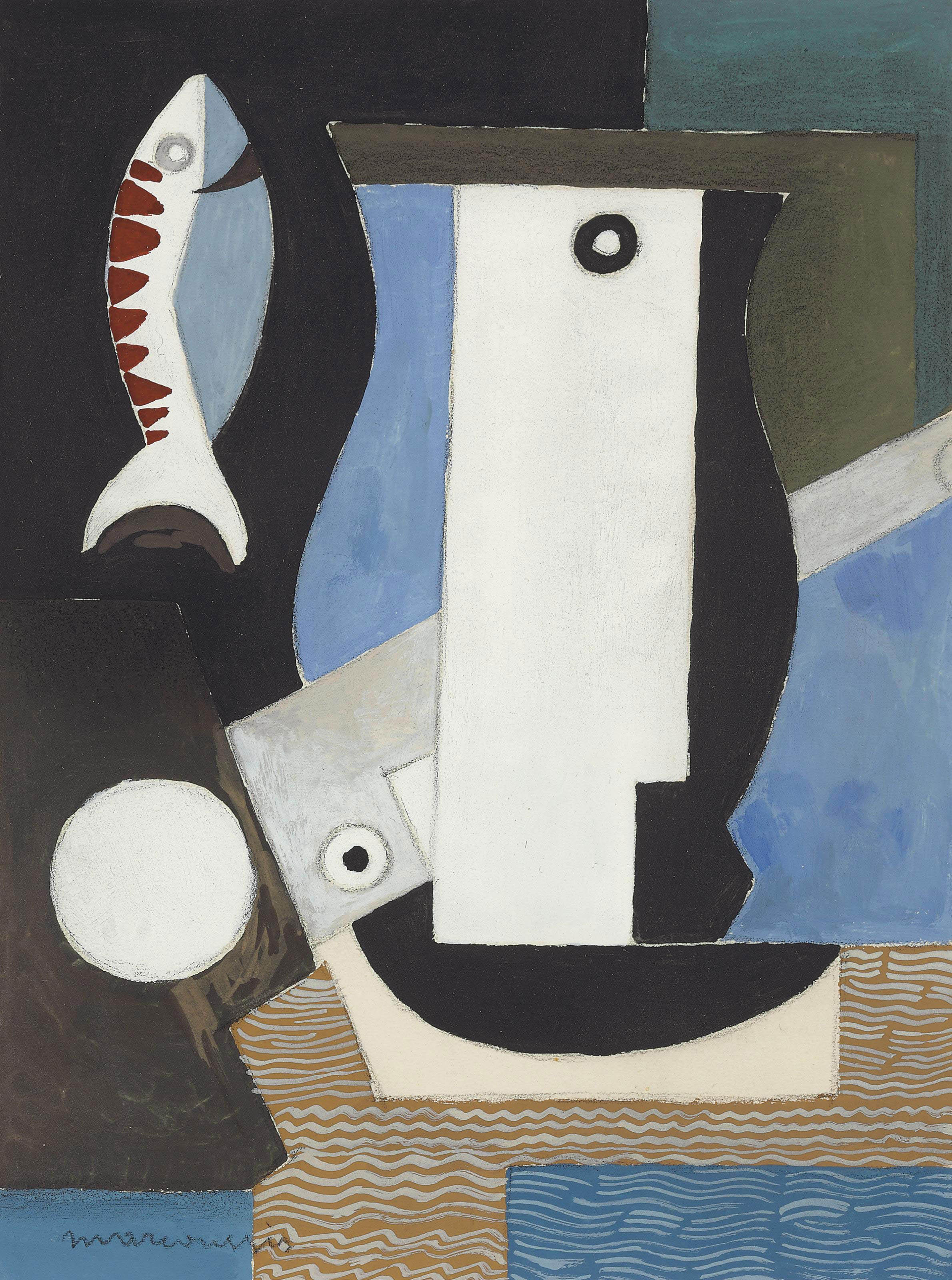
Ritratto e pesci al chiaro di luna

Louis Marcoussis pseudonimo di Ludwik Kazimierz Władysław Markus (Varsavia, 1878 o 1883 – Cusset, 1941) è stato un pittore e incisore polacco naturalizzato francese.

## Biografia
Louis Marcoussis fu un pittore cubista.
Dopo aver studiato a Varsavia, si iscrisse all'Accademia delle Belle Arti di Cracovia, ed ebbe come insegnanti Jan Stanislawski e Jozev Mehoffer. Nel 1903 decise di stabilirsi a Parigi, dove inizialmente frequentò l'Académie Julian e seguì i corsi di Jules Lefebvre. Nel 1905, espose per la prima volta un suo dipinto al Salon d'Automne, e nei quindici anni successivi i suoi lavori furono esposti in altre importanti gallerie, in particolare al Salon des Indépendants e al Salon des Tuileries.
Per arrotondare i suoi guadagni disegnò anche caricature per giornali satirici, come aveva fatto inizialmente in Polonia. Nei caffè di Montmartre e Montparnasse conobbe Apollinaire, Braque, Degas, Picasso e altri importanti artisti e scrittori. E fu proprio Apollinaire che gli suggerì di adottare lo pseudonimo francese di "Marcoussis", dal nome di un sobborgo di Parigi.
I suoi primi dipinti furono essenzialmente impressionisti, ma dal 1910 egli abbracciò in toto il movimento cubista, a fianco di Picasso, Braque e Juan Gris. I suoi lavori furono esposti in varie occasioni sia in Europa che negli USA, e in particolare alla Section d'Or nel 1912.

Nel 1920 fece parte, con Braque e Léger, del Comitato direttore dell'Associazione "La Section d'or" e nel 1925 allestì la sua prima mostra personale a Parigi. Seguì un periodo di lunghi viaggi, in Gran Bretagna, in Italia, in Belgio e negli Stati Uniti.

Dal 1930 si concentrò soprattutto sulle incisioni (stampe e illustrazioni), fra le quali compaiono lavori ispirati ad Alcools di Apollinaire, all'Indicateur des chemins de cœur di Tzara, nonché Lingères légères e Aurélia di Éluard's. Alla fine degli anni trenta Marcoussis collaborò con il surrealista spagnolo Joan Miró insegnandogli le sue tecniche. Marcoussis insegnò anche all'Académie Schlaefer.

Con l'arrivo delle truppe naziste a Parigi nel 1940, Marcoussis e sua moglie si spostarono a Cusset, presso Vichy. Qui realizzò le sue ultime opere, fra le quali una serie di punte secche per "Les Devins" di Gaston Bachelard. Morì il 22 ottobre 1941.
Nel 1913, dopo una relazione con Eva Gouel che lo lasciò per Picasso, aveva sposato Alice Halicka, una pittrice di Cracovia. La loro figlia Malène nacque nel 1922.

Dal 1914 al 1919, inoltre, a causa della guerra era tornato in Polonia per arruolarsi come volontario in una sezione Polacca della Legione straniera. Divenne quindi cittadino francese, pur rimanendo in contatto con la Polonia, sia personalmente che professionalmente. Anche se egli non parlava volentieri delle sue origini ebraiche, e la sua famiglia si era convertita al cattolicesimo, oggi viene spesso ricordato come un artista ebraico. Le sue opere hanno come tema scene di vita e oggetti quotidiani, strumenti musicali e paesaggi parigini o immagini delle spiagge Bretoni.

## Mostre
- 1905 Salon d'Automne, Parigi
- 1906 Salon des Indépendants, Parigi
- 1925 Galerie Le Pierre, Parigi
- 1928 Galerie Le Centaure, Bruxelles
- 1929 Galerie Georges Bernheim, Parigi
- 1929 Galerie Jeanne Bucher, Parigi
- 1933 Galerie Knoedler, New York
- 1934 Arts Club, Chicago
- 1936 Palais des Beaux-Arts, Bruxelles
- 1937 Palais des Beaux-Arts, Bruxelles
- 1939 London Gallery, Londra
- 1949 Retrospettiva a Parigi
- 1950 Retrospettiva a Basilea
- 1951 Retrospettiva a Bruxelles

## Galleria d'immagini

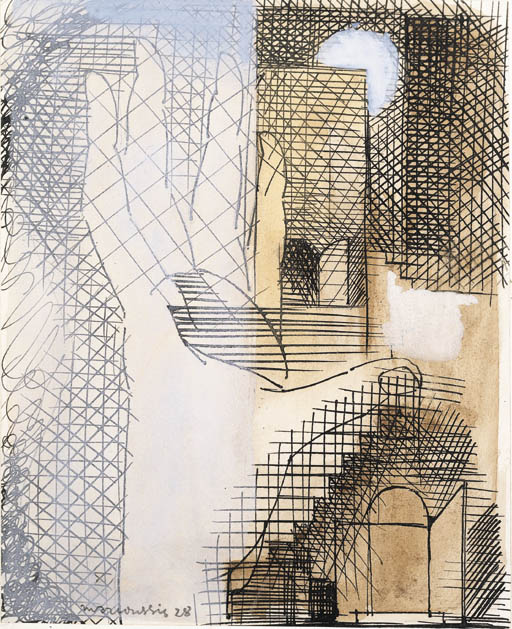
Costruzione con una mano
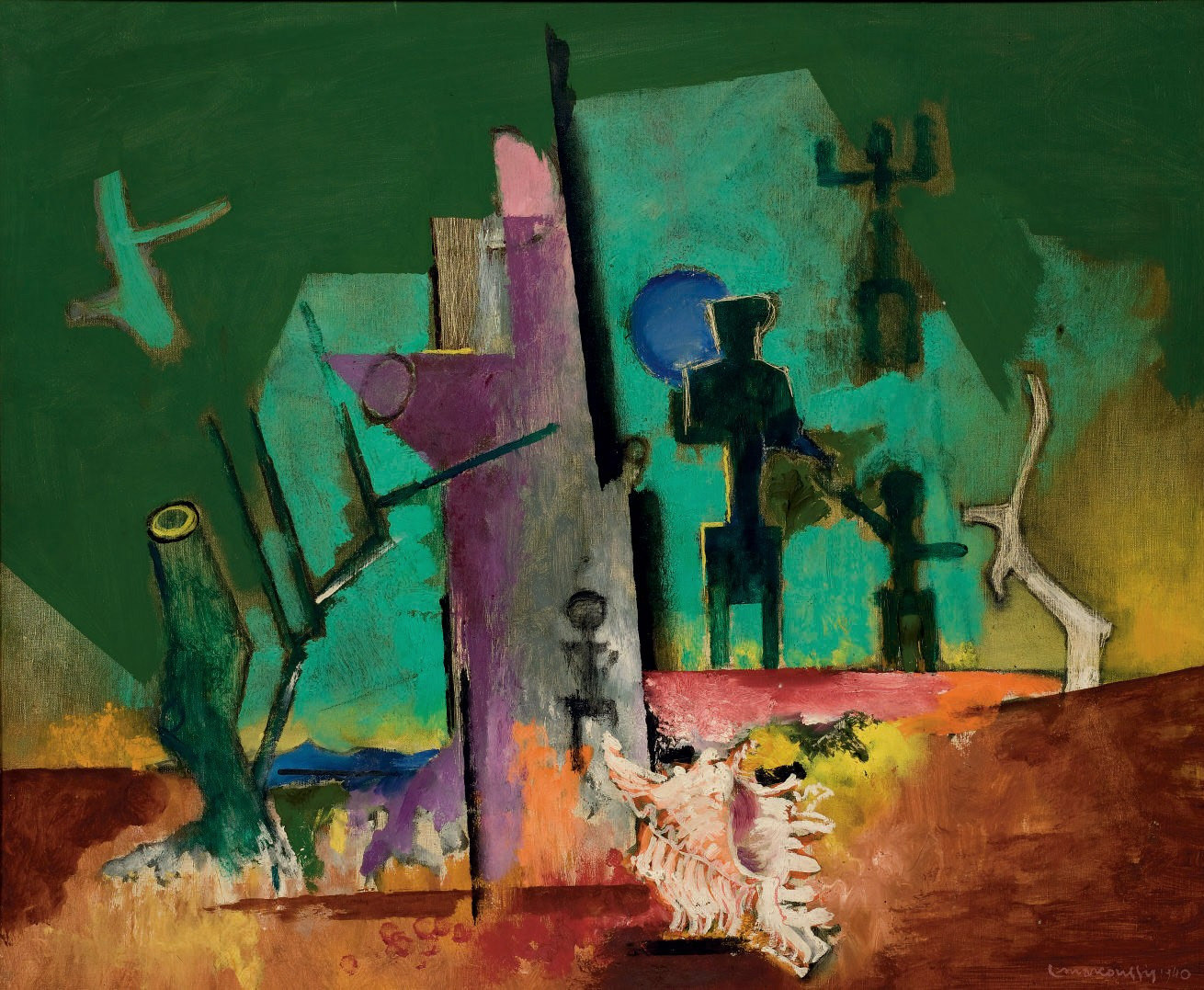
Composizione e conchiglia
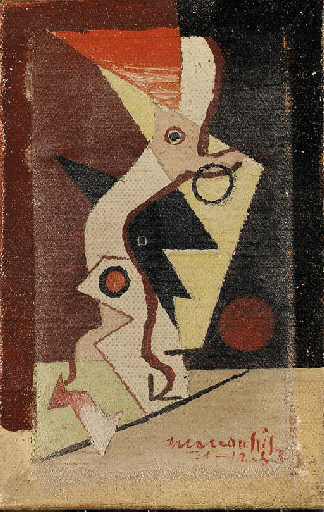
Composizione
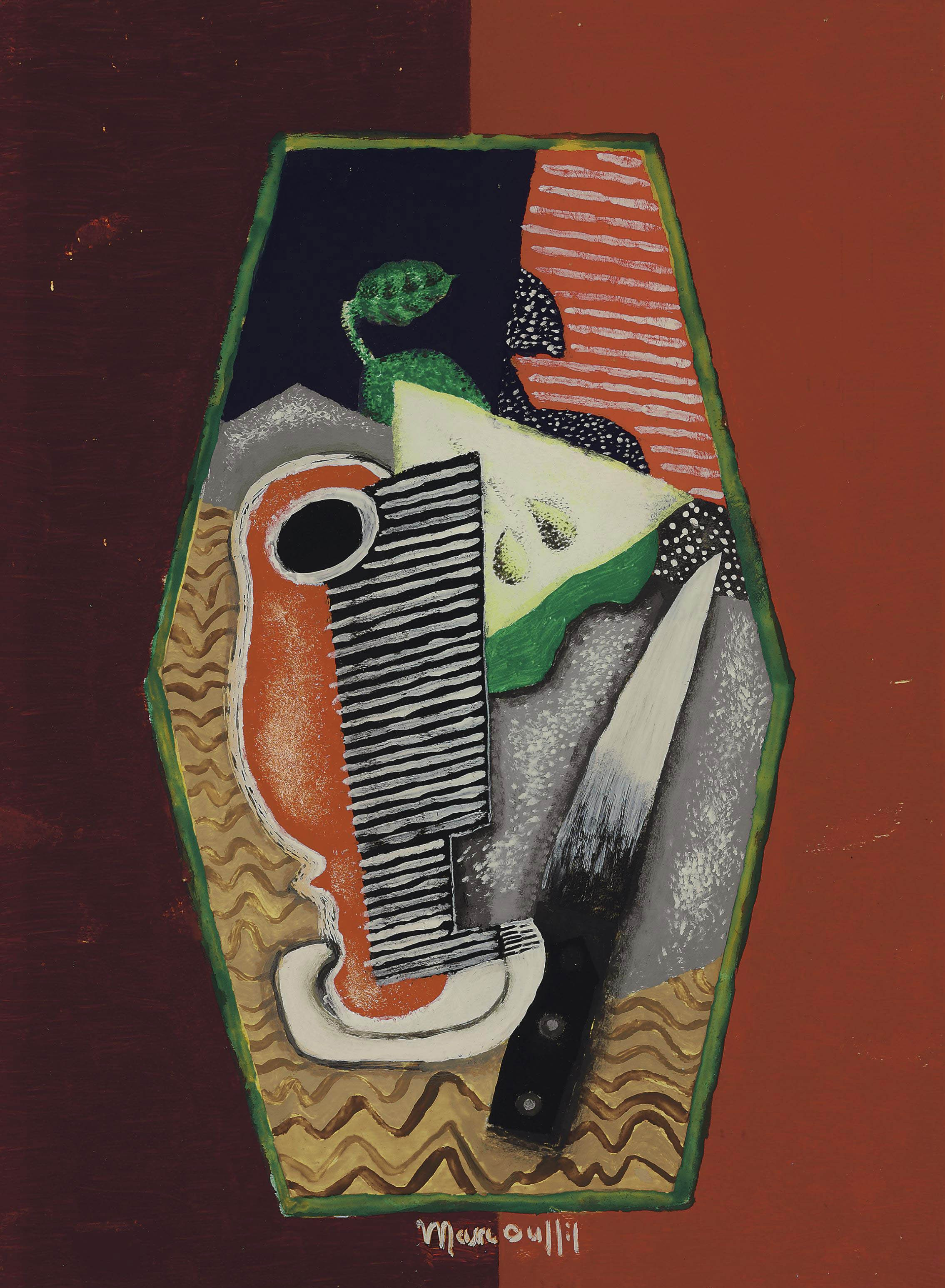
Pera verde e coltello
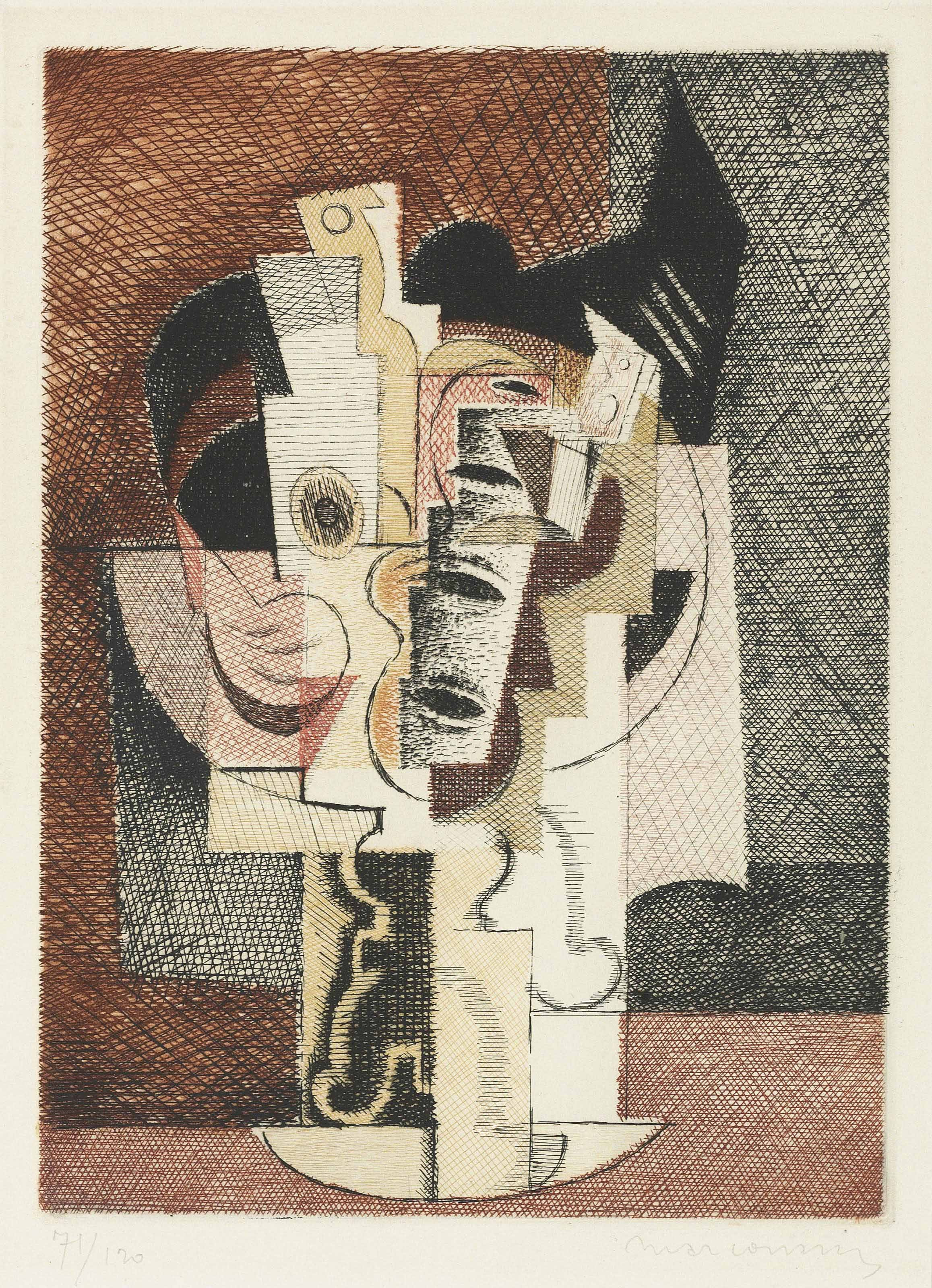
La tavola
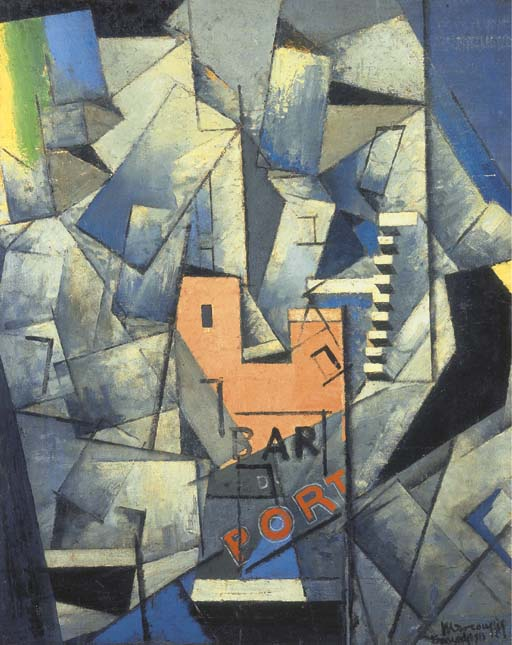
Il bar del porto